# 11868 Kleinrichert
11868 Kleinrichert (1989 TY) là một tiểu hành tinh vành đai chính được phát hiện ngày 2 tháng 10 năm 1989 bởi R. P. Binzel ở McGraw-Hill Observatory.